# Loránd Eötvös
Loránd Ágoston Eötvös (Pešta, 27. srpnja 1848. – Budimpešta, 8. travnja 1919.), mađarski fizičar. Međunarodno poznat kao Roland von Eötvös ili Roland Eötvös.

## Životopis
Rođen u Pešti 1848. godine. Od 1872. je profesor u rodnom gradu. Godine 1888. je konstruirao uređaj kojim se točnošću od jedne milijuntinke vrijednosti gravitacije određuje promjena gravitacije (g) na dvjema točkama na Zemlji udaljenim 10 km. 
Torzijska vaga koju je napravio nazvana je po njemu. Njom je dokazao jednakost teške i trome mase, odnosno da su inercijska i gravitacijska masa jednake. Tim je pokusom dao važan dokaz teoriji relativnosti. Jedinica za promjenu gravitacije nazvana je po njemu, etveš (E).